# Тристан и Изольда

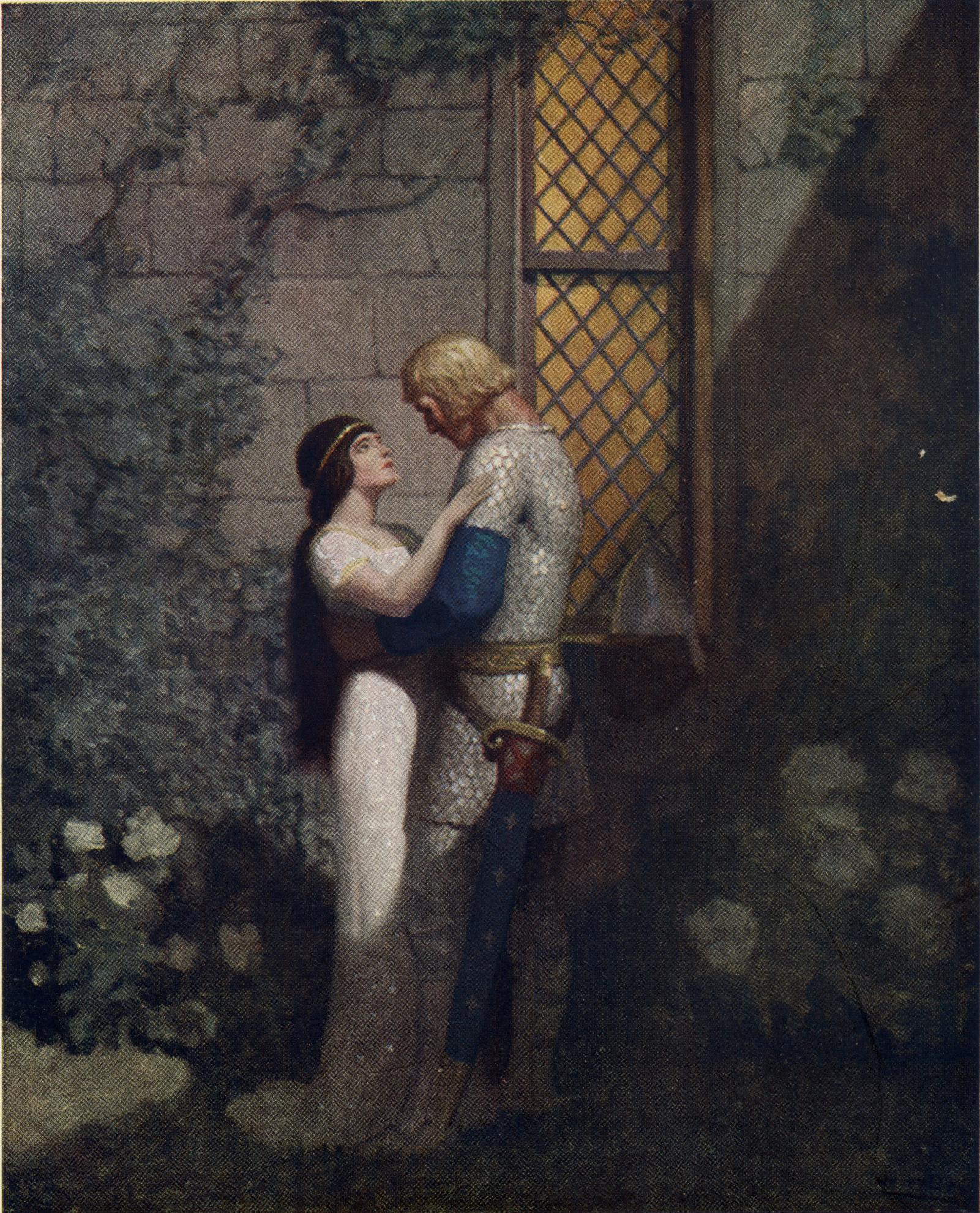
Ньюэлл Уайет. Тристан и Изольда (1922)

Триста́н и Изо́льда (Tristan & Isolde или Tristan & Yseult) — легендарные персонажи средневековых рыцарских романов. Параллели к мотивам романа есть в сказаниях древневосточных, античных, кавказских и других, но в поэзию феодальной Европы сказание это пришло в кельтском оформлении, с кельтскими именами, с характерными бытовыми чертами.

## Происхождение
Сказание это возникло в районе Ирландии и кельтизированной Шотландии и впервые было исторически приурочено к имени пиктского принца Друстана, или Дростана (VIII век).
Оттуда оно перешло в Уэльс и Корнуолл, где окрасилось рядом новых черт. Так, в валлийских «Триадах острова Британия», созданных в XI—XII веках, Дростана называют сыном короля Таллуха, или Талорка, реальный исторический прототип которого жил в VI веке.
Валлийские легенды рассказывают о королеве Ессилт (Yseult) и её супруге короле Мархе (Кинвархе), правившем в стране, где «говорят на четырёх языках», то есть в долине реки Клайд. Имя Ессилт можно возвести к гипотетическому дороманскому имени Адсильтия («та, на которую взирают»). Реальными историческими прототипами короля Марка и Изольды также могли быть Мейрхион Гул, правивший в бриттском королевстве Регед в 490—535 годах и его супруга Эссилт верх Килвинед.
В XII веке сказание стало известно англо-нормандским жонглёрам, один из которых около 1140 года переложил его во французский роман («прототип») в стихах, до нас не дошедший, но послуживший источником для всех (или почти всех) дальнейших литературных его обработок, в том числе выполненной около 1170 года англо-нормандским поэтом Томасом Британским т. н. «куртуазной», или «лирической», и созданной около 1191 года Берулем «простой», или «эпической».
Примерно в 1230 году на их основе был создан объёмистый прозаический роман (Роман о Тристане и Изольде), действие которого уже разворачивается одновременно при дворе короля Марка, мужа Изольды и дяди Тристана, и при дворе короля Артура, сам же Тристан выведен одним из рыцарей Круглого стола и искателей легендарного Грааля.
Таково мнение известного французского филолога Жозефа Бедье, но его точка зрения в настоящее время взята под сомнение. Многие учёные склоняются к мнению, что совершенно не обязательно должен был существовать не дошедший до нас «прототип» Бедье. Если существование романа загадочного Брери или Бледрика весьма сомнительно, то, по-видимому, книга некоего Ла Шевра — это не выдумка и не ловкая мистификация, и уж вряд ли можно оспаривать утверждение Кретьена де Труа, в прологе «Клижеса», что он написал не дошедший до наших дней роман «о короле Марке и белокурой Изольде».
В свою очередь к перечисленным французским и немецким редакциям восходят более поздние редакции — итальянские, испанские, чешские и так далее, вплоть до белорусской повести «О Трыщане и Ижоте» (бел. Аб Трышчане і Іжоце).
Хотя от книги Беруля сохранились фрагменты несколько больших размеров, чем от романа Томаса Британского (соответственно 4485 и 3144 стиха), внимание исследователей привлекает прежде всего творение нормандца. Во-первых, роман Томаса Британского отмечен большей литературной обработанностью, чем книга Беруля, порой очаровательного в своей наивности, но часто путающегося в противоречиях исходного сюжета. Во-вторых, благодаря своим литературным достоинствам, роман Томаса Британского вызвал целый поток подражаний и переводов, позволяющих восполнить утраченные части.
Произведение Томаса Мэлори «Смерть Артура» (фр. Le Morte d’Arthur, 1485) включает в себя «Книгу о Тристраме» («Первая и вторая книги о сэре Тристраме Лионском»; англ. The Fyrst and the Secunde Boke of Syr Trystrams de Lyones), созданную при использовании французского источника — прозаического «Романа о Тристане». Мэлори окончательно снимает трагизм легенды, отбрасывает скорбный финал — Тристрам и Изольда остаются живы и здоровы.

## Сюжет

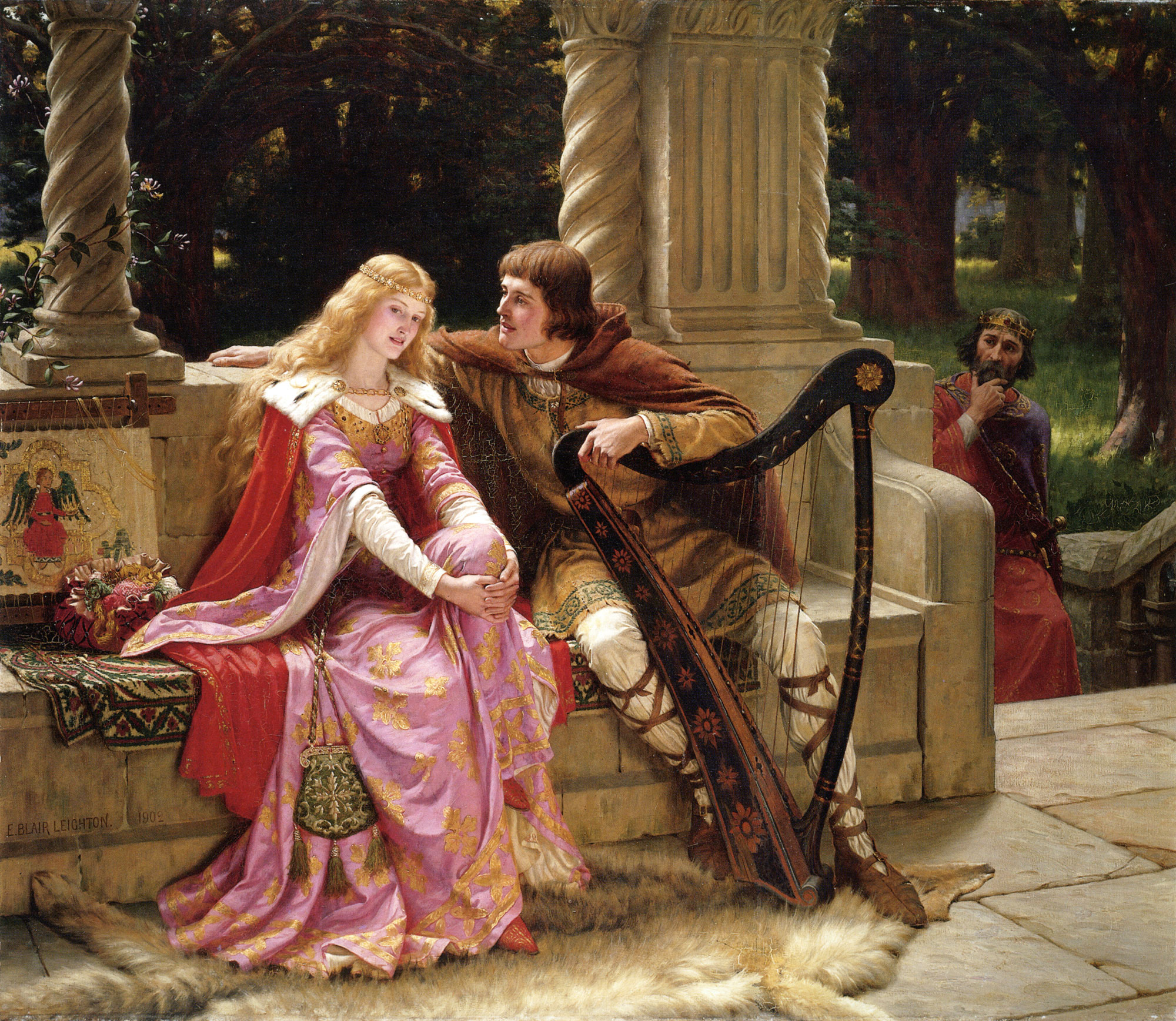
Эдмунд Лейтон. «Конец песни» (1902)

Тристан, королевич Лоонуа, рано осиротел и, скрываясь от козней мачехи, попал в Тинтагель — ко двору своего дяди, корнуэльского короля Марка, воспитавшего его как родного сына и намеревавшегося (по причине собственной бездетности) сделать его своим преемником. Юный Тристан оказывает своей новой родине большую услугу, убив в единоборстве ирландского великана Морхульта, взимавшего с Корнуэльса живую дань. Сам тяжко раненный отравленным оружием Морхульта, Тристан садится в ладью и плывёт наудачу в поисках исцеления, которое он получает в Ирландии от белокурой принцессы Изольды, искусной во врачевании.
Позже, когда вассалы понуждают Марка жениться для получения законного наследника, Тристан добровольно ищет ему невесту и привозит Изольду. Но в пути они с нею выпивают по ошибке любовный напиток, который ей дала мать для обеспечения прочной любви дочери и её будущего мужа. На корабле между Тристаном и Изольдой вспыхивает любовь. Перед свадьбой Тристан переживает и обращается за советом к своему воспитателю Горвеналу. Тот говорит, что в первую ночь следует погасить все свечи и подложить к королю Бранжьену, служанку Изольды. Так они и поступают. Король так и не догадался о подмене.
Тристан и Изольда связаны любовью столь же сильной, как жизнь и смерть. Между ними происходит ряд тайных свиданий. Много раз от наказания и смерти их спасают верные Горвенал и Бранжьена, наконец, любовники разоблачены и осуждены. Они бегут и долго скитаются в лесу. Затем Марк прощает их и возвращает Изольду ко двору, но Тристану велит удалиться.
Тристан уезжает в Британию и совершает там ряд подвигов. У короля Британии есть сыновья Каэрдин и Ривален, и дочь Изольда Белорукая. Однажды во сне Тристан произносит вслух признание любви своей Изольде. Каэрдин же уверен, что Тристан говорит о его сестре, Изольде Белорукой. Он рассказывает об этом своему отцу, и тот с радостью отдаёт Тристану свою дочь, Тристан же не смеет отказаться. Был устроен свадебный пир — однако, верный своему чувству к первой Изольде, Тристан не сближается с женой.
Однажды Тристан ранен отравленным оружием и просит Каэрдина, сына британского короля, отправиться к светловолосой (первой) Изольде с мольбой приехать и побеседовать последний раз в жизни с любимой. Они условились, что если Каэрдину удастся привезти Изольду, на его корабле будет выставлен белый парус, в противном случае — чёрный.
Ревнивая жена Тристана, проведав об этом, в последний момент говорит умирающему супругу, что показался корабль с чёрным парусом. Тристан поворачивается к стенке и произносит: «Я больше не могу сдерживать свою жизнь», трижды выкрикивает «Изольда, любовь моя!» и умирает. Изольда сходит на берег, ложится рядом с телом Тристана и умирает от горя по любимому. Их хоронят в двух соседних могилах по обе стороны храма в Тинтагеле, и терновник, зелёный и крепкий, благоухающий цветами, за ночь перекидывается через часовню и уходит в могилу Изольды. Трижды рубят терновник горожане и трижды он вырастает. Впоследствии король Марк узнаёт об этом чуде и запрещает когда-либо срезать терновники. Король Марк хотел оставить при себе Горвенала с Бранжьеной, но они не пожелали остаться. Горвенал стал королём Лоонуа, наследником которого был Тристан, а Бранжьена — его женой и королевой.

## Анализ

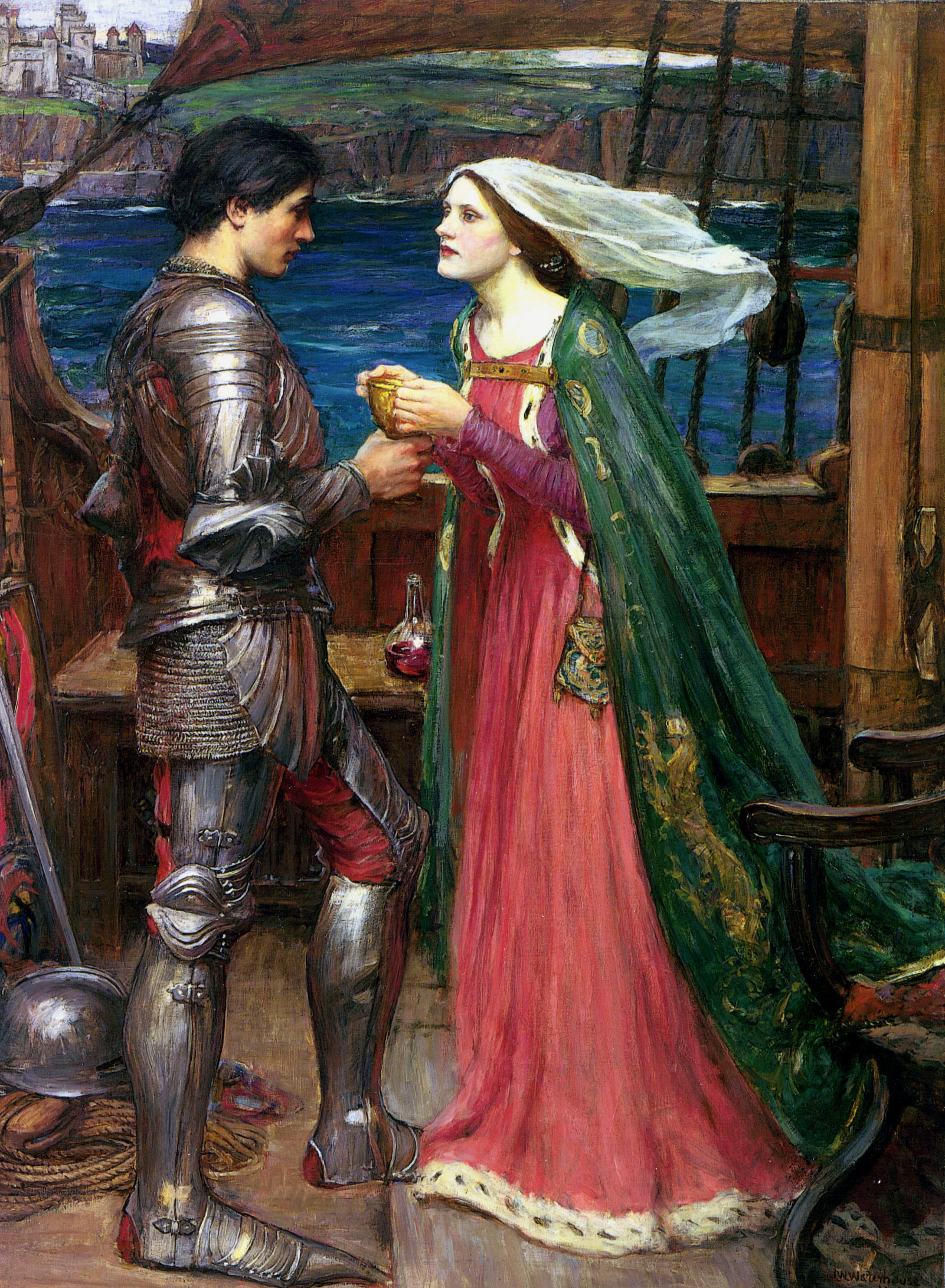
Д. У. Уотерхаус «Тристан и Изольда с ядом» (около 1916)

Автор «прототипа» чрезвычайно развил сюжетно кельтское сказание, присоединив к нему ряд дополнительных черт, взятых им из разнообразных источников — из двух кельтских сказаний (плавание Тристана за исцелением), из античной литературы (Морольт-Минотавр и мотив парусов — из сказания о Тезее), из местных или восточных сказаний новеллистического типа (хитрости влюбленных). Он перенес действие в современную ему обстановку, включив в него рыцарские нравы, понятия и учреждения и в основном рационализировав сказочные и магические элементы.
Но главным его нововведением является оригинальная концепция взаимоотношений между тремя основными персонажами. Тристан все время терзается сознанием нарушения им троякого долга по отношению к Марку — его приемному отцу, благодетелю и сюзерену (идея вассальной верности). Это чувство усугубляется великодушием Марка, который не ищет мести и готов был бы уступить ему Изольду, но защищает свои права только во имя феодального понятия престижа короля и чести мужа.
Этот конфликт между личным, свободным чувством любящих и общественно-моральными нормами эпохи, пронизывающий всё произведение, отражает глубокие противоречия в рыцарском обществе и его мировоззрении. Изображая любовь Тристана и Изольды с горячим сочувствием и рисуя в резко отрицательных тонах всех, кто хочет помешать их счастью, автор не решается открыто протестовать против господствующих понятий и учреждений и «оправдывает» любовь своих героев роковым действием напитка. Тем не менее объективно роман его оказывается глубокой критикой старозаветных феодальных норм и понятий.
Это социальное содержание «прототипа» в форме художественно разработанной трагической концепции перешло в большей или меньшей степени во все последующие обработки сюжета и обеспечило ему исключительную популярность вплоть до эпохи Возрождения. Например, немецкий поэт Ульрих фон Тюргейм (ок. 1195—1250) написал сухое и прозаичное окончание для версии Готфрида Страсбургского. В позднейшее время он также много раз разрабатывался поэтами в лирической, повествовательной и драматической форме, особенно в XIX веке. Крупнейшими обработками его здесь являются — опера Вагнера «Тристан и Изольда» (1864; по Готфриду Страсбургскому) и реконструкция Жозефа Бедье «Роман о Тристане и Изольде» (1898; был несколько раз издан на русском языке), в основном воспроизводящий содержание и общий характер «прототипа».

## В современной культуре
В литературе
- «Тристан» (1903) — новелла писателя Томаса Манна.
- «Роман о Тристане и Изольде» (1900) — перевод на современный французский язык филолога-медиевиста Жозефа Бедье.
- «Болезнь» (1992) — переосмысление легенды в рассказе польского писателя-фантаста Анджея Сапковского.
- «Враг Божий» (1996) — 2-я часть «Саги о короле Артуре» английского писателя Бернарда Корнуэлла.
- «Меч Тристана» (1998) — роман российского прозаика А. В. Молчанова.

В живописи

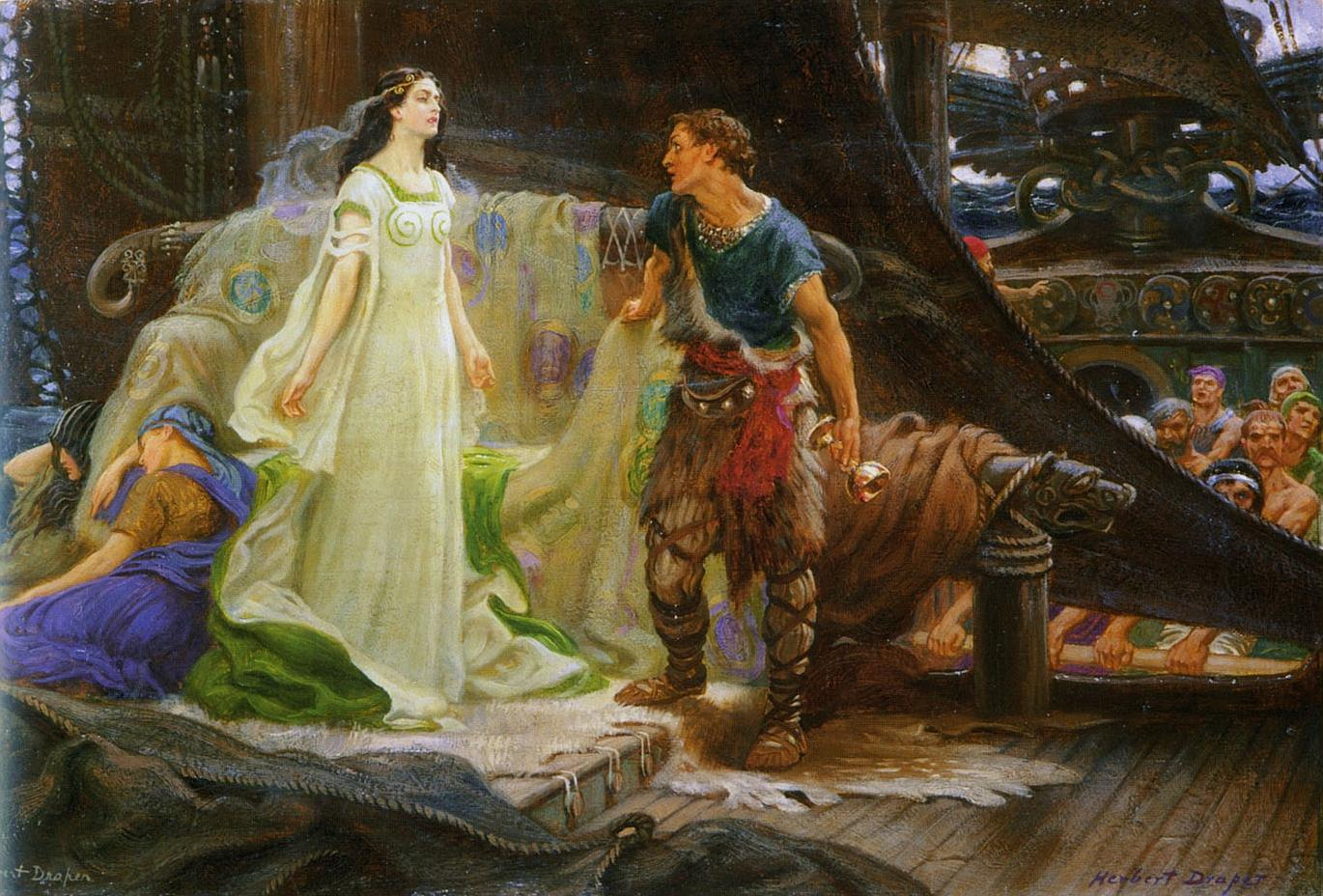
Герберт Джеймс Дрейпер «Тристан и Изольда» (1901)

- «Конец песни» (1902) — картина Эдмунда Блэра Лейтона

- «Тристан и Изольда» (1915) — картина Коломана Мозера.

- «Тристан и Изольда» (1944) — картина Сальвадора Дали (холст, масло); также художник создал картину «Безумный Тристан» (1938—39) и серию из 21 литографии (1970), посвящённую обоим персонажам.

В музыке
- «Тристан и Изольда» (1864) — музыкальная драма Вагнера.
- «Шут Тантрис» (1915-16) — 2-я пьеса из цикла «Маски» Кароля Шимановсвкого.
- «Жимолость» (1973-74) — музыкальная трилогия Долиной Вероники. Опубликована в музыкальном альбоме «Железная дева» (2000 г.)
- «The Maiden and the Minstrel Knight» (2002) — песня из альбома A Night At The Opera немецкой пауэр-метал группы Blind Guardian.
- "Tristan's Fate" - песня из альбома Excalibur (1999) — альбом немецкой метал-группы Grave Digger, рассказывающая историю Тристана и Изольды.
- «Тристан и Изольда» (2001) — мюзикл французского композитора Jacques Francois Berthel.
- Qntal III: Tristan und Isolde (2003) — альбом немецкой фолк-группы Qntal.
- «Тристан» (2015) — песня российской группы «Мельница».
- «Изольда» (2016) — песня российской группы «Мельница».

В кинематографе
- «Мерлин» (2008) — британский сериал.
- «Вечное возвращение» (1943) — французский фильм, история Тристана и Изольды перенесена в XX век.
- «Тристан и Изольда» (1979) — 2-серийный фильм, Великобритания.
- «Тристан и Изольда» (1998) — европейский мини-сериал.
- «Тристан и Изольда» (2002) — французский мультфильм 2002 года.
- «Тристан и Изольда» (2006) — американский художественный фильм.

В театре
- «Тристан и Изольда» (2012-13, первая постановка — 2015) — пьеса в двух действиях по мотивам мифа современного петербургского драматурга Игоря Гагаринова[9][10].

прочее
В честь Изольды назван астероид (211) Изольда, открытый 10 декабря 1879 года.
В 1982 году Международный астрономический союз присвоил кратерам на спутнике Сатурна — Мимасе — наименование Тристан и Изольда.